# Los Naranjos, Sinaloa
Los Naranjos är en ort i Mexiko.   Den ligger i kommunen Concordia och delstaten Sinaloa, i den centrala delen av landet, 800 km nordväst om huvudstaden Mexico City. Los Naranjos ligger 288 meter över havet och antalet invånare är 187.
Terrängen runt Los Naranjos är kuperad. Runt Los Naranjos är det glesbefolkat, med 13 invånare per kvadratkilometer. Närmaste större samhälle är Concordia, 18,6 km söder om Los Naranjos. I omgivningarna runt Los Naranjos växer i huvudsak lövfällande lövskog.